# Пратт, Чарлз, 1-й граф Кэмден
Чарльз Пратт, граф Кэмден (англ. Charles Pratt, 1st Earl Camden; 1713, Кенсингтон — 18 апреля 1794, Лондон) — английский политический деятель, чьё имя носит северная часть Лондона — Кэмден. Предок Уинстона Черчилля.

## Биография
До возведения в пэрское достоинство — Пратт, студент Кембриджского университета. Приобрёл широкую известность как адвокат, главным образом — участием в политических процессах. Убеждённый виг и друг старшего Питта, Кемден в 1757 году был назначен генеральным атторнеем, а в 1761 году — главным судьёй суда общих тяжб (Common Pleas).
Многими судебными решениями Кемден послужил делу свободы; особенно важным является его решение по делу Вилькса, признавшее противозаконными общие предписания об аресте, без точного обозначения личности арестуемого. В 1765 году Кемден был возведён в звание пэра; с 1766 по 1770 год был лордом-канцлером, в 1782—1783 и 1784—1793 годах — президентом Тайного совета.
Кемден противился политике лорда Норта по отношению к Америке, поддерживал билль об отдельном ирландском парламенте, был сторонником парламентской реформы, содействовал проведению Фоксова закона о печати, расширившего компетенцию присяжных в делах о печати.
Чарльз Пратт, граф Кэмден умер 18 апреля 1794 года в городе Лондоне.
Его именем был назван город в Южной Каролине в Соединённых Штатах Америки.